# Otkopi
Otkopi (česky Otkopy) je vesnice v Chorvatsku v Bjelovarsko-bilogorské župě, spadající pod opčinu Končanica. Nachází se asi 11 km severozápadně od Daruvaru. V roce 2011 zde žilo 71 obyvatel. V roce 1991 bylo 54,16 % obyvatel (65 z tehdejších 120 obyvatel) české národnosti.
Jediným sousedním sídlem je Končanica.
V Otkopi se narodil národní hrdina Jugoslávie partyzán Josip Ružička.